# Norddeutsche Landesbank
Norddeutsche Landesbank Girozentrale (NORD/LB) er en tysk landesbank. Den er majoritetsejet af delstaterne Niedersachsen og Sachsen-Anhalt med hovedkontor i Hanover og afdelinger i Braunschweig og Magdeburg. Regional Sparkassen har en ejerandel på 35 %. Banken blev etableret i 1970.